# Trichoplusia
Trichoplusia là một chi bướm đêm thuộc họ Noctuidae.

## Các loài
- Trichoplusia arachnoides Distant, 1901
- Trichoplusia aranea Hampson, 1909
- Trichoplusia callista Dufay, 1972
- Trichoplusia cinnabarina Dufay, 1972
- Trichoplusia cupreomicans Hampson, 1909
- Trichoplusia elacheia Dufay, 1972
- Trichoplusia epicharis Dufay, 1972
- Trichoplusia glyceia Dufay, 1972
- Trichoplusia gromieri Dufay, 1975
- Trichoplusia lectula (Walker, 1858)
- Trichoplusia lampra Dufay, 1968
- Trichoplusia ni – Cabbage Looper Hübner, [1803]
- Trichoplusia photeina Dufay, 1972
- Trichoplusia roseofasciata Carcasson, 1965
- Trichoplusia sestertia Felder, 1874
- Trichoplusia sogai Dufay, 1968
- Trichoplusia telaugea Dufay, 1972
- Trichoplusia tetrastigma Hampson, 1910

## Hình ảnh

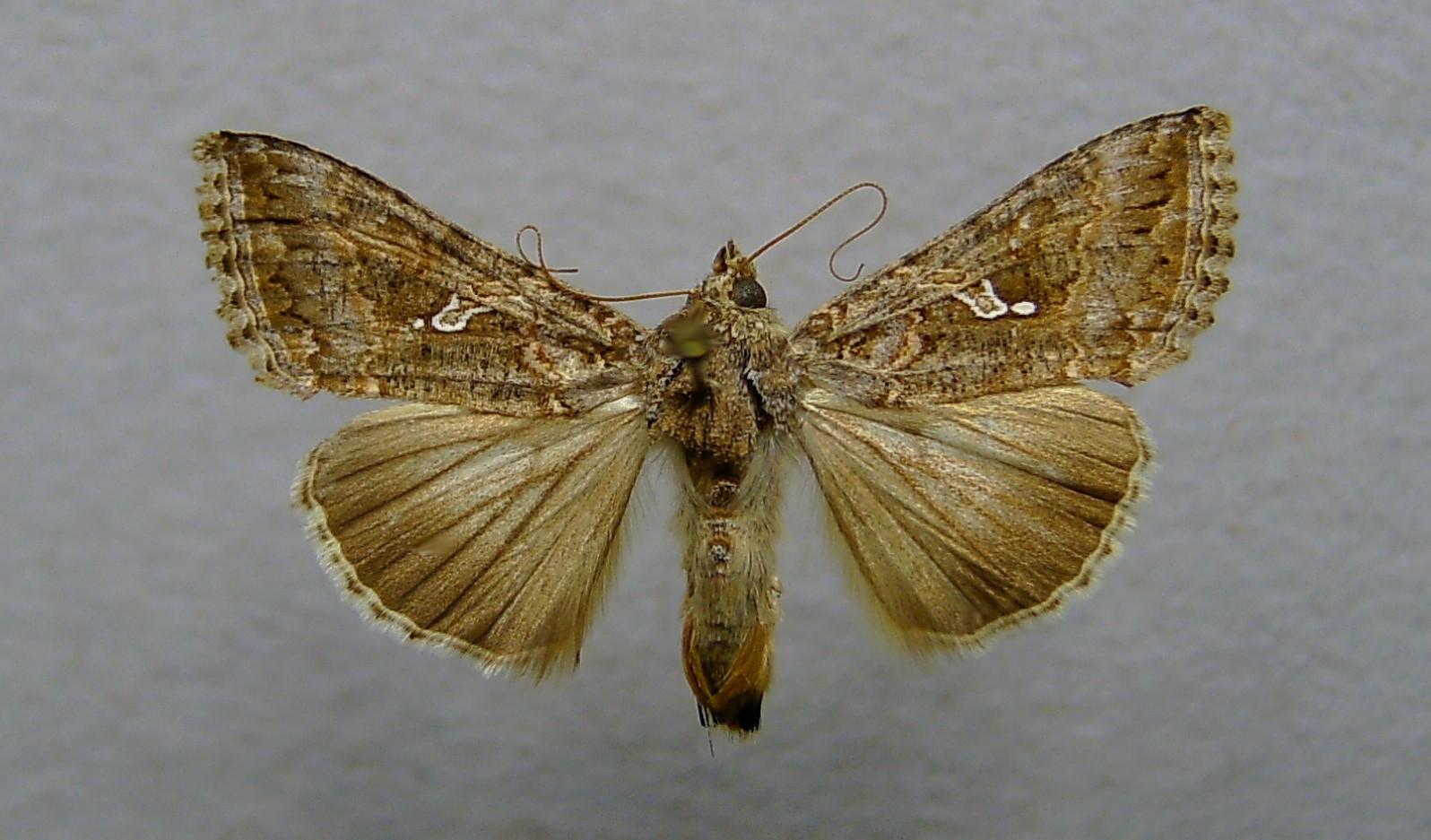
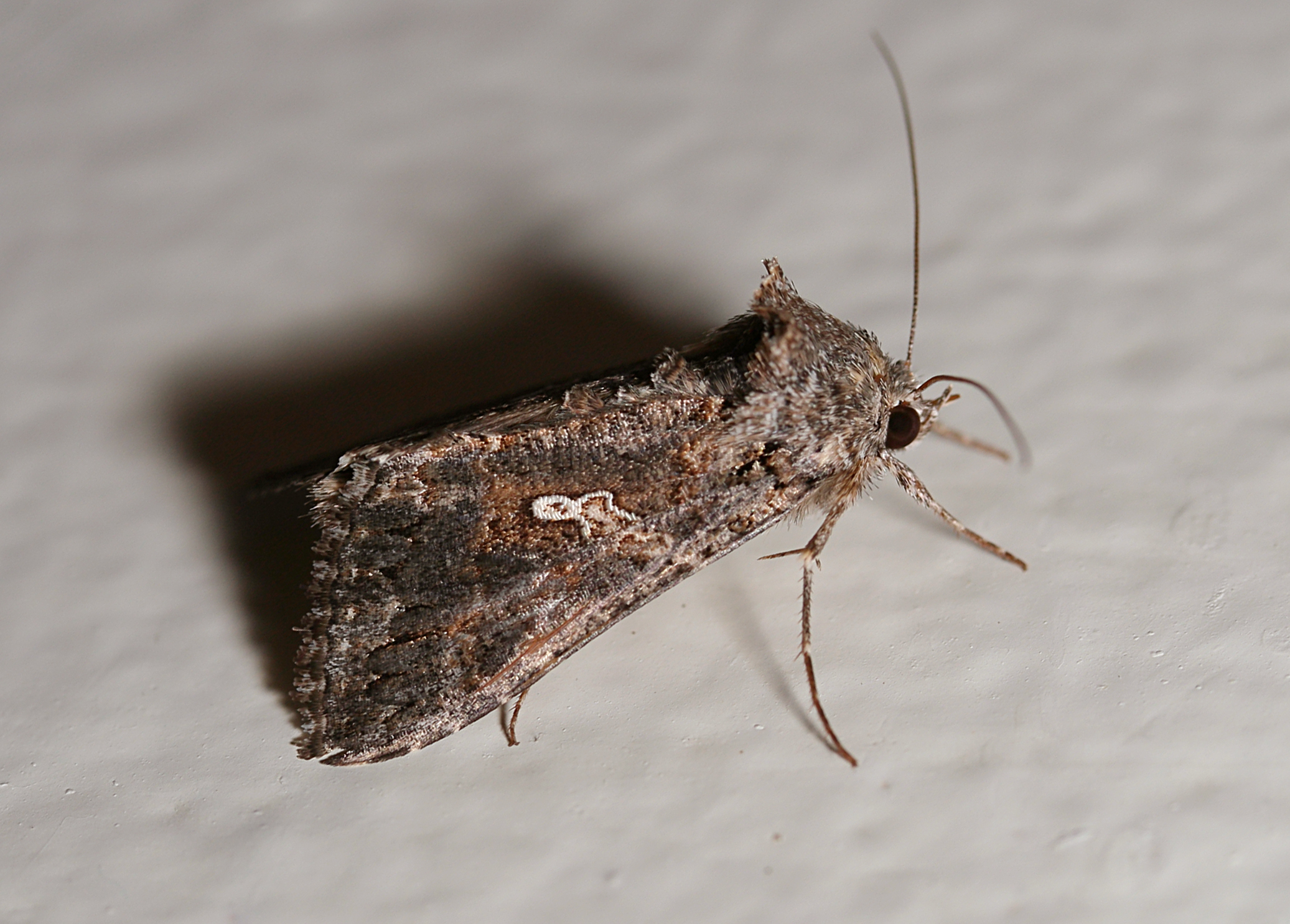